# (37434) 2002 AQ25
2002 AQ25 (asteroide 37434) é um asteroide da cintura principal. Possui uma excentricidade de 0.09999340 e uma inclinação de 5.99528º.
Este asteroide foi descoberto no dia 8 de janeiro de 2002 por NEAT em Palomar.